# Episema agrapha
Episema agrapha là một loài bướm đêm trong họ Noctuidae.